# Баньоло Кремаско
Баньо̀ло Крема̀ско (на италиански: Bagnolo Cremasco, на местен диалект: Bagnòl, Баньол) е малко градче и община в Северна Италия, провинция Кремона, регион Ломбардия. Разположено е на 82 m надморска височина. Населението на общината е 4829 души (към 2010 г.).